# Uniwersytet Minnesoty
Uniwersytet Minnesoty (ang. University of Minnesota) – amerykańska uczelnia publiczna znajdująca się w stanie Minnesota.
Założono go w 1851 roku w Minneapolis oraz Saint Paul (Twin Cities). W latach 1946–2006 przyłączano do niego kampusy w kolejnych miejscowościach: Crookston, Duluth, Morris i Rochester.
Według Centrum Światowych Rankingów Uniwersytetów (Center for World University Rankings) w edycji na lata 2018–2019 University of Minnesota Twin Cities (Uniwersytet Minnesoty w Bliźniaczych Miastach, główna część uczelni) zajął 35 miejsce na świecie.